# Landskommun
Landskommune er eller var et administrativt begreb i en række lande ved Østersøen. For Sveriges, Finlands og Letland vedkommende er begrebet historisk, mens det stadigt bruges på Ålandsøerne og i Estland.
Begrebet svarer til de tidligere sognekommuner i Danmark. Der er tale om tyndt befolkede kommuner, der ikke har status som bymæssige områder (dvs., at kommunerne ikke er købstæder, handelspladser, flækker, municipalsamfund eller lignende).

## Landskommuner i Sverige
De svenske landskommuner blev oprettede den 1. januar 1863 og nedlagte den 1. januar 1971.
I 1863 blev næsten alle Sveriges sogne (socknar) til landskommuner. Dengang fik Sverige omkring 2500 kommuner. Der er 88 købstæder og otte køpinger. De øvrige cirka 2400 kommuner var landskommuner.
Mellem 1863 og 1951 voksede antallet af købstæder fra 88 til 133. De otte køpinger var blevet til 96 køpinger i 1959.
Fra slutningen af 1800-tallet fik en del stationsbyer og andre tætbefolkede steder efterhånden status som municipalsamfund. Disse områder hørte under landskommunernes skole- og socialvæsener, men på andre områder (fx politi-, bygnings- og brandvedtægt) havde de en bymæssig status.
Mellem 1863 og 1950 skete der ikke de store ændringer med de egentlige landskommuner. Enkelte kommuner blev dog delt, mens andre blev lagt sammen. 
Ved kommunalreformen i 1952 blev antallet af landskommuner reducet til 816. I slutningen af 1960erne blev antallet reduceret endnu mere.
De svenske landskommuner blev nedlagte den 1. januar 1971

## Landskommuner i Finland
De finske landskommuner (finsk: maalaiskunta ) blev oprettede i 1865 og nedlagte i 1977. Der var dog en del kommuner, der bevarede ordet landskommune i deres navne.

## Landskommuner på Ålandsøerne
Der er 16 kommuner på Ålandsøerne. Mariehamn blev købstad i 1861. De øvrige 15 kommuner er landskommuner. Man skelner mellem de ni landsbygdskommuner på Fasta Åland og de seks skærgårdskommuner i Skærgårdshavet. 

## Landskommuner i Estland
Der er to slags kommuner i Estland, nemlig købstæder (estisk: linnad, linn i ental) og landskommuner (estisk: vallad, vald i ental). Siden oktober 2013 er der 215 kommuner i Estland. De 30 er købstæder, men der er 185 landskommuner. Eksempler: Väike-Maarja vald, Padise vald, Kihnu vald og Rapla vald. 

## Landskommuner i Letland
Indtil 2009 var Letland inddelt i storbyer, købstæder og landskommuner (pagasti).
Pagasts var betegnelsen for grundlæggende administrative enheder i det lokale selvstyre i Letland. Ordet pagasts er et almindeligt anvendt lettisk ord, der svarer til et sogn, en landkommune eller et lille landdistrikt. Ordet har oprindelse i det russiske pogost. Før 2009 var der 432 landkommuner eller pagasti i Letland. 